# Liste der politischen Parteien in Belarus
Die Liste der politischen Parteien in Belarus listet die aktuellen Parteien in Belarus auf. Im Jahr 2023 beschloss das Oberste Gericht von Belarus die Liquidierung mehrerer politischer Parteien.

## Registrierte Parteien
Die „Pressestelle des Präsidenten der Republik Belarus“ listet aktuell folgende registrierte politische Parteien auf.
- Belaja Rus
- Kommunistische Partei von Belarus
- Liberal-Demokratische Partei
- Republikanische Partei für Arbeit und Gerechtigkeit

## Nichtregistrierte politische Parteien oder Vereinigungen
- Belarussische Christdemokratie
- Junge Christlich Soziale Union „Junge Demokraten“ (Jugendorganisation)
- Malady Front (Jugendorganisation)
- Rasam (Partei)

## Ehemalige Parteien
- Agrarpartei
- Belarussische Grüne Partei (vom Obersten Gericht 2023 liquidiert)[1]
- Belarussische Patriotische Partei (vom Obersten Gericht 2023 liquidiert)
- Belarussische Sozialdemokratische Hramada (vom Obersten Gericht 2023 liquidiert)[3]
- Belarussische Sozialdemokratische Partei (Hramada) (vom Obersten Gericht 2023 liquidiert)
- Belarussische Sozial-Sportliche Partei (vom Obersten Gericht 2023 liquidiert)
- Belarussische vereinigte Linkspartei „Gerechte Welt“ (vom Obersten Gericht 2023 liquidiert)
- Konservativ-Christliche Partei BNF (vom Obersten Gericht 2023 liquidiert)[1]
- Partyja BNF (vom Obersten Gericht 2023 liquidiert)[1]
- Republikanische Partei (vom Obersten Gericht 2023 liquidiert)[1]
- Sozialdemokratische Partei der Volkseintracht (vom Obersten Gericht 2023 liquidiert)[1]
- Vereinigte Bürgerpartei (vom Obersten Gericht 2023 liquidiert)[4]